# Њитранске Правно
Њитранске Правно (слч. Nitrianske Pravno) насељено је мјесто са административним статусом сеоске општине (слч. obec) у округу Прјевидза, у Тренчинском крају, Словачка Република.

## Становништво
| Година:    | 1994. | 2004.   | 2014.   | 2024.   |
| ---------- | ----- | ------- | ------- | ------- |
| Број људи: | 3016  | 3175    | 3203    | 3077    |
| Разлика:   |       | +5,27 % | +0,88 % | -3,93 % |

| Година:    | 2023. | 2024.   |
| ---------- | ----- | ------- |
| Број људи: | 3111  | 3077    |
| Разлика:   |       | -1,09 % |

Према подацима о броју становника из 2011. године насеље је имало 3.193 становника.